# Puffinus puffinus
La pardela pichoneta (Puffinus puffinus) es una especie de ave procelariforme de la familia Procellariidae propia del Atlántico. Es un ave marina de dorso negro y partes inferiores blancas, con alas largas y estrechas. Suele volar a baja altura sobre el mar, con rápidos aleteos alternados con planeos cortos, a menudo en posición ladeada. Se alimenta de pequeños peces, calamares y crustáceos que suele pescar en la superficie del agua. Se reproduce principalmente en las islas del Atlántico norte, y anida en el interior de madrigueras excavadas en montes isleños cercanos a la costa.

## Descripción

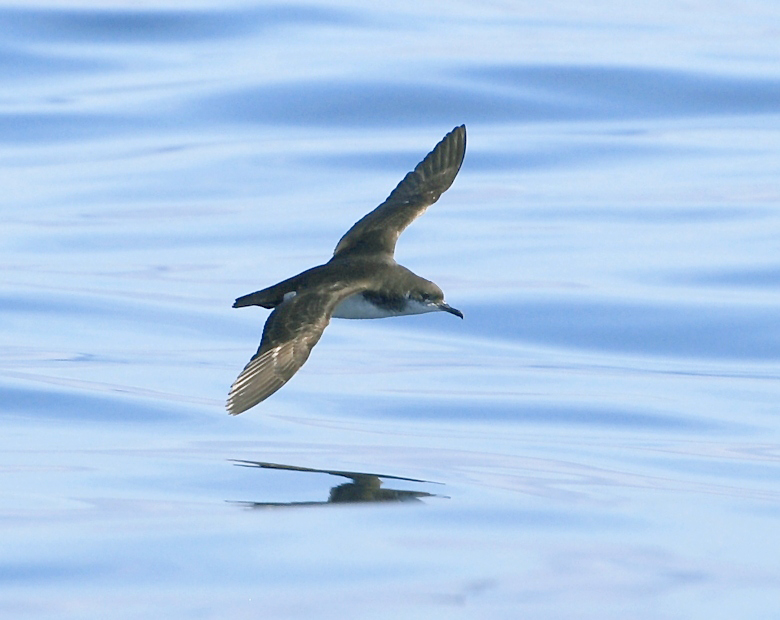
Suele volar al ras del agua.

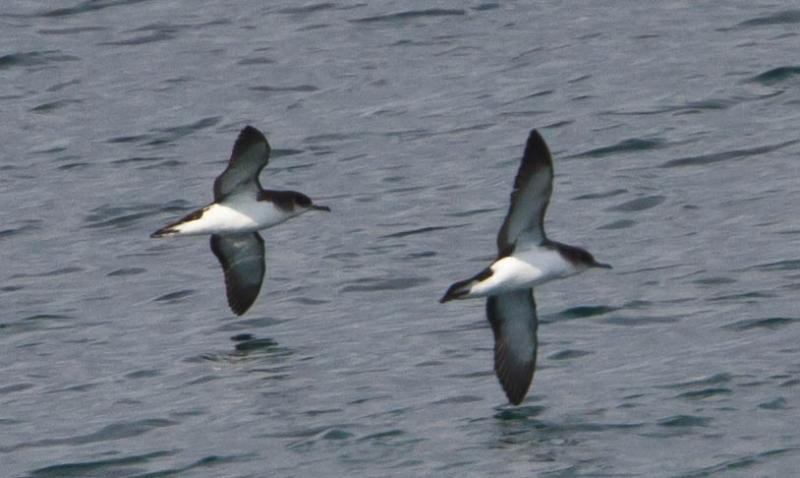
Pareja volando en Islandia.

La pardela pichoneta mide entre 30–38 cm de largo, tiene una envergadura alar de 76–89 cm y pesa entre 350–575 g. Su silueta en vuelo es la típica de su género, con secuencias aleteos rápidos altenando con planeos cortos rígidos inclinándose de lado a lado, justo al ras de las superficie del agua. El plumaje de sus partes superiores es negro, en contraste con el de las inferiores que es blanco.

## Taxonomía y etimología
La pardela pichoneta es la especie tipo del género Puffinus, que pertenece a la familia de las pardelas y petreles (Procellariidae). Procellariidae es una de las cuatro familias principales del orden Procellariiformes, junto a Diomedeidae (albatros), Hydrobatidae (paíños) y Pelecanoididae (poyuncos). Los procelariformes son aves marinas que se caracterizan por tener picos con tubos nasales sobresalientes y alas largas y estrechas, que les permiten surcar los vientos planeando sobre el mar largas distancias. 
La pardela pichoneta fue descrita científicamente por el zoólogo danés Morten Thrane Brünnich en 1764, con el nombre de Procellaria puffinus. Pero posteriormente fue trasladada al género Puffinus, creado por el francés Mathurin Jacques Brisson en 1760. Aunque no se reconocían subespecies diferenciadas de pardela pichoneta, recientemente se ha propuesto la separación de la población canaria como P. puffinus canariensis. Anteriormente se consideraban subespecies de la pardela pichoneta otros miembros del género Puffinus que ahora se consideran especies separadas como: la pardela mediterránea, la pardela balear, la pardela de Hutton, la pardela culinegra, la pardela gavia, la pardela de Townsend y la pardela de Newell. De todas ellas el pariente más cercano de la pardela pichoneta es la pardela de Newell, endémica de Hawái, y también posiblemente la pardela de Townsend.
El nombre del género y su especie, Puffinus, es la latinización del término inglés «puffin», usado para designar a los cuerpos curados de los polluelos gordos de las pardelas que se consumían como delicatesen hasta el siglo XVIII.

## Distribución y hábitat
La pardela pichoneta es un ave totalmente marina propia del Atlántico, que suele volar a menos de 10 metros de la superficie del agua.  Sus colonias de cría están en el Atlántico norte distribuidas por Reino Unido, Irlanda, Francia, las islas Feroe, las islas del Canal, Azores, Madeira y Canarias. Las colonias más importantes, con más de 300.000 parejas, están en islas cercanas a la costa de Gales, Escocia e Irlanda. Tres cuartas partes de las pardelas de las islas británicas crían en tres islas: Skomer, Skokholm y Rùm. Entre 7000–9000 parejas crían en Irlanda y al menos 15.000 parejas lo hacen en las Feroes. Anida en madrigueras en pequeñas islas que visita solo de noche.
El noreste de Norteamérica ha sido colonizado recientemente, desde Terranova y Labrador a Massachusetts, pero esta nueva población de cría registrada por primera vez en 1973 sigue siendo pequeña. Los avistamientos en el noreste del Pacífico están aumentando, y se sospecha que pueda criar en la Columbia Británica y Alaska.
Las colonias de cría están desiertas de julio a marzo, cuando las pardelas pichonetas migran al sur del Atlántico, donde pasan el invierno principalmente alrededor a Brasil y Argentina, y en menor cantidad en Sudáfrica.
El viaje al sur puede llegar a 10000 km, así que una pardela en sus 50 años de vida probablemente ha recorrido más de cinco millones de kilómetros en migración solitaria. Al parecer la migración es bastante compleja e incluye muchas escalas y zonas de alimentación por todo el océano Atlántico.
La pardela pichoneta es capaz de volar directamente a su nido después de alejarse cientos de kilómetros. Son capaces de detectar el campo magnético terrestre y usarlo para guiarse a sus colonias de cría. Los detalles de cómo interpretan los datos del campo magnético no se conocen completamente, pero se sabe que tienen pequeños cristales de magnetita alrededor de los ojos que están involucrados en la detección del campo.

## Comportamiento

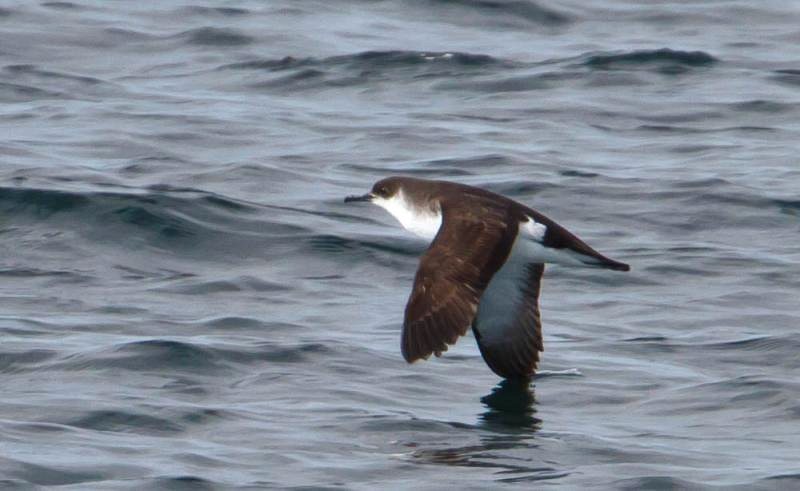
Las pardelas pichonetas pescan en la superficie del mar.

La pardela pichoneta es una especie gregaria, que puede avistarse en grandes cantidades desde los barcos o cabos apropiados, especialmente durante su migración otoñal. En el mar es un ave silenciosa. pero por la noche cuando regresa a sus colonias de cría emite llamadas estridentes.
Las pardelas pichonetas son aves muy longevas, como muchos de los miembros de su orden. Una pardela pichoneta que criaba en la isla Copeland, Irlanda del Norte, en 2003 se convirtió en el ave silvestre viva más longeva del mundo. Fue anillada siendo adulto (al menos con 5 años) en julio de 1953, y fue recapturada en 2013, con una edad de al menos 55 años.

### Alimentación
La pardela pichoneta se alimenta de peces pequeños (sardinas, espadines o lanzones), calamares, crustáceos y carroñas flotantes. Se alimenta en la superficie o efectuando zambullidas poco profundas, y suele buscar alimento sola o en pequeñas bandadas. A veces se sienten atraídas por la presencia de cetáceos, pero rara vez siguen a los barcos o se asocian con otras especies de pardelas.
Como otros procelariformes puede detectar alimentos a grandes distancias, incluso decenas de kilómetros, gracias a su fino olfato, que puede detectar el olor de la carroña y compuestos como dimetilsulfóxido que se producen cuando el fitoplancton es consumido por el krill. Las pardelas siguen el rastro de olor llevado por el viento hasta su origen.

### Reproducción

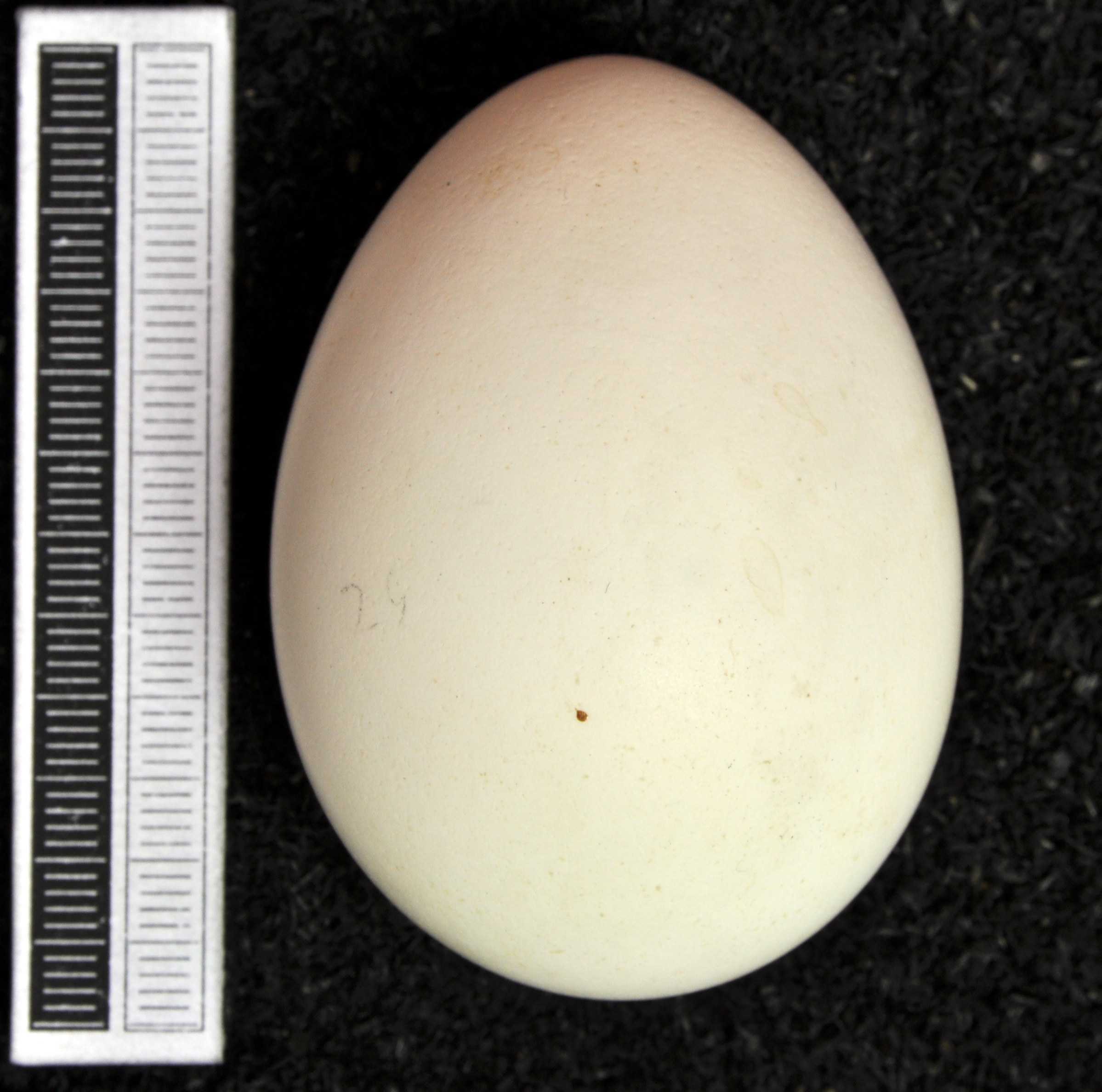
Huevo, colección del Museo Wiesbaden.

Aunque las pardelas pichonetas regresan a sus colonias de cría a partir de marzo, las hembras a veces vuelven a dejarlas de nueve durante dos o tres semanas antes de realizar la puesta a principios de mayo. Los machos regresan a la colonia en la que nacieron, pero casi la mitad de las hembras se van a otro sitio a criar. Anida en colonias en islas montañosas a poca distancia del litoral, donde sitúan su nido en el interior madrigueras, generalmente excavadas por los conejos, aunque las pardelas también son capaces de cavar sus propios hoyos. También usan los huecos bajo las rocas. Las madrigueras pueden ser reutilizadas en años sucesivos.
Suelen poner un único huevo de color blanco, con una media de 61 x 42 mm y un peso de 57 g, de los cuales el 7% corresponde a la cáscara. Visitan su nido solo de noche para evitar el ataque de las gaviotas y otros depredadores.

## Vista

La retina de la pardela pichoneta tiene una fóvea y una franja alargada de alta densidad fotorreceptora. El pecten tiene muchos vasos sanguíneos suministrar a la retena de suficientes nutrientes.

La vista de la pardela pichoneta posee varias adaptaciones a su forma de vida. Como otras aves procelariformes tiene un área de sensibilidad visual larga y estrecha que contiene la fóvea cruzando la retina del ojo. Esta región se caracteriza po la presencia de células ganglionares que están dispuestas regularmente y son mayores que las del resto de la retina. Esta característica ayuda a la detección de objetos en un área que se proyecta por debajo y alrededor del pico. Esto puede ayudarle en la detección de presas cerca de la superficie del agua ya que suele volar a poca altura de ella.
Como se acerca a sus colonias de cría de noche, las pardelas también tienen adaptaciones a la visión nocturna. En los ojos de la pardela el cristalino produce la mayor parte de la curvatura de la luz que se necesita para focalizar la imagen en la retina. La córnea, la capa exterior del ojo, es relativamente plana por lo que tiene una capacidad refractora baja. En un ave diurna como la  paloma, es al contrario, la córnea está muy curvada y es el principal componente de la refracción. La tasa de refracción entre el cristalino y la córnea es de 1,6 en el caso de la pardela y 0,4 para la paloma. La distancia focal más corta de los ojos de la pardela les proporcionan una imagen más pequeña pero más luminosa, en comparación con la paloma. Aunque las pardelas pichonetas tienen adaptaciones para la visión nocturna, su efecto es pequeño, por lo que es probable que estas aves también usen el olfato y el oído para localizar sus nidos de noche.

## Depredadores y parásitos
A causa de sus dificultades para movese en tierra las padelas pichonetas son vulnerables a los ataques de las grande gaviotas como el gavión atlántico, y el págalo grande. También se registran ataques a las pardelas adultas de rapazes como el halcón peregrino y el águila real.
Las ratas y los gatos también representan un gran problema donde están presentes. La gran colonia de pardelas pichonetas de Calf of Man fue destruida por las ratas que llegaron por un naufragio. European hedgehogs eat the eggs of nesting seabirds where they have been introduced. También se han avistado a ciervos matando y comendose a polluelos de pardela, al menos en las islas de Foula, Skokholm y Rùm; en la última isla, el 4 percent son matados por los ciervos, y las ovejas también contribuyen a su muerte. The reason for the carnivorous behaviour is thought to be a need for extra calcium.
Las pardelas pichonetas con frecuencia albergan piojos de las plumas (Mallophaga), la mayoría de ellos comedores de plumas del grupo ischnocera, o Amblycera que se alimentan de sangre. los más comunes son los ischnóceros Halipeurus diversus y  Trabeculus aviator. El nido de estas aves con frecuencia contiene pulgas Ornithopsylla laetitiae, que tienen un ancestro común con las pulgas de los conejos nortemericanos. Donde sus madrigueras están cerca de las del frailecillo atlántico es común la garrapata Ixodes uriae. El ácaro Neotrombicula autumnalis también está presente con frecuencia, y está implicado en la extensión de la puffinosis. La puffinosis es una enfermedad viral que provoca que los polluelos de estas aves tengan ampollas en las patas, conjuntivitis y problemas de movilidad. La tasa de moralidad puede alcanzar el 70% de las aves infectadas. Entre sus parásitos internos se puede citar a los gusanos cestodos Tetrabothrius cylindricus.

## Conservación
La población europea de pardela pichoneta se estima en 350.000–390.000 parejas reproductoras o 1.050.000–1.700.000 individuos, que suponen el 95% de la población mundial. Aunque la población de la especie actualmente está en declive, el descenso no es tan rápido ni de tal magnitud que supere los criterios de conservación para alcanzar la vulnerabilidad. Dada su gran población, la pardela pichoneta es clasificada por la Unión Internacional para la Conservación de la Naturaleza como especie bajo preocupación menor.
En el norte de su área de distribución su población es estable y área de distribución está expandiéndose, pero las actividades de los humanos están afectando a las poblaciones de las islas de la Macaronesia. Entre las perturbaciones se incluyen los accidentes que sufren por quedar deslumbradas por las luces artificiales. Entre 1000–5000 polluelos son legalmente cazados cada año en las islas Feroes para ser comidos. Los mamíferos introducidos en las islas son un problema, aunque las poblaciones pueden recuperarse cuando los gatos y las ratas son eliminados de ellas. Los conejos pueden intentar ocupar sus madrigueras, pero también cavan nuevos túneles que las pardelas aprovechan.